# کوروجولار (مورگل)
کوروجولار (به ترکی استانبولی: Korucular) یک منطقهٔ مسکونی در ترکیه است که در مورگل واقع شده‌است. کوروجولار ۱۸۰ نفر جمعیت دارد.